# Atriplicetum littoralis
Zespół łobody nadbrzeżnej (Atriplicetum littoralis, Atriplicetum litoralis) – syntakson w randze zespołu budowany przez niemal całkowicie przez psammofita łobodę nadbrzeżną na wybrzeżu morskim. Należy do klasy Cakiletea maritimae.

## Charakterystyka
Niewielkie, ubogie gatunkowo zbiorowisko pokrywające obszar zbierania się morskiej kidziny - pomiędzy niskim stanem wód letnich a wysokim stanem wód zimowych. Podłoże piaszczyste i przesiąknięte słoną wodą, a ze względu na dużą ilość zebranego detrytusu, bogate w azot. Siedlisko zbyt niestabilne i efemeryczne, by powstała gleba.
WystępowanieZespół występuje na wybrzeżach północno-zachodniej Europy. W Polsce na wybrzeżu Bałtyku znany tylko z okolic ujścia Świny.
Charakterystyczna kombinacja gatunków
ChCl., ChO. : łoboda zdobna (Atriplex calotheca), łoboda oszczepowata odm. solna (Atriplex prostrata ssp. prostrata var. salina), rukwiel nadmorska (Cakile maritima), maruna nadmorska bezwonna (Matricaria maritima ssp. inodora var. salina) maruna nadmorska typowa (Matricaria maritima ssp. maritima), rdest ptasi (Polygonum aviculare ssp. virgatum), rdest nadbrzeżny (Polygonum oxyspermum), solanka kolczysta (Salsola kali), starzec zwyczajny (Senecio vulgaris fo. littoralis).
ChAll. : łoboda nadbrzeżna (Atriplex littoralis), solanka kolczysta (Salsola kali ssp. kali).
ChAss. : łoboda nadbrzeżna (Atriplex littoralis), solanka kolczysta (Salsola kali ssp. kali).

## Zagrożenia i ochrona
Zespół na potrzeby inwentaryzacji obszarów Natura 2000 oznaczony jako siedlisko przyrodnicze nr 1210 (kidzina na brzegu morskim).